# いい旅、ときめき本線
『いい旅、ときめき本線』（いいたび、ときめきほんせん）は、1980年10月5日から1981年12月27日までフジテレビで放送されていたクイズ番組・紀行番組である。放送時間は毎週日曜 10:30 - 11:00 （日本標準時）。

## 概要
リポーターが国鉄路線に乗って地方を旅しながら出すクイズに、芸能人と一般参加者によるペアがスタジオで答えていた視聴者参加型番組。日本国有鉄道（当時）のキャンペーン「いい旅チャレンジ20,000km」の協賛番組であり、タイトルも正式には『いい旅、ときめき本線 〜チャレンジ20,000km〜』（ - チャレンジにまんキロ）と副題が付いていた。

当初はこのキャンペーン名とまったく同じタイトルの番組で、土曜10:15枠で放送されていた。土曜時代は司会の大野しげひさが国鉄の営業路線20,000kmの乗車を目指す児童を紹介する番組であったが、放送時間の変更を機にタイトルを変更し、同時にクイズ番組へとリニューアルした。
関東ローカルの番組として放送されていたが、1981年9月までは他地区でもネットされていた。

## 出演者

### 司会
- 押阪忍

### 解答者
- 一般からの参加者
- 近江俊郎
- 松岡きっこ
- 他に男性ゲスト1人と女性ゲスト1人が解答者を務めていた。

## ルール
出場者は芸能人と一般参加者によるペア×4組で、全チームに持ち点「5,000km」が与えられた。解答者席は上下に分かれており、上段には芸能人が、下段には一般参加者がそれぞれ座っていた。番組セットは寝台列車内をイメージしたものになっていた。
問題は全6問で、全てVTRで出題。第1・2・4・5問は三択問題で、まず下段の一般参加者が持ち点の中から賭け点（500km単位）を乗車券型のフリップに書いて出す。その後、上段の芸能人が答えを同じ型のフリップに書いて出す。正解であれば賭け点分が加算され、逆に不正解であれば賭け点は没収された。なお、司会の押阪は解答者たちがフリップを出す際に毎回「切符を拝見！」と言っていた。
第3問と第6問は、出された3つの選択肢（例：あなたはこの駅弁の中でどれが好きですか）の中から芸能人と一般参加者それぞれが好きなものを選び、それをフリップに書いて答えが一致していれば得点が入る「ドンピシャゲーム」。このゲームで答えが一致していれば、第3問では「3,000km」を、第6問では「5,000km」をそれぞれ獲得できた。一致しなくても持ち点は減らない。このゲームでも押阪は「気持ち合わせて、切符を拝見！」と言っていた。
最終的に持ち点の多かったチームが優勝。優勝チームには「トップ賞」として、「富士フイルム製全自動カメラ」（フイルム4本付き）・「平和堂貿易『テクノス』のペアウォッチ」・「ITSテニスセット」・「日本旅行のギフト旅行券5万円分」が贈られ、それ以外のチームには「参加賞」として、「タカイシのデイバッグ」・「三洋電機の『旅なかま』4点セット」・「富士フイルム製カセットテープ」・「チャレンジアルバム」が贈られた。賞金は、「500km」から「19,500km」までは1,000kmにつき2,000円（つまりキロ数×2円）で、「20,000km」達成で30万円だった。20,000km賞とトップ賞をダブルで獲得するチームもあった。

## 提供
1981年9月までは富士写真フイルム（現・富士フイルムホールディングス）の一社提供で放送されていたが、同年10月からは富士フイルムが同じくフジテレビの『映像クイズ・ア!知ッテレビジョン』のスポンサーに付いたため、以後は複数社による提供となった。

## 楽曲

### テーマ曲
ヒポパタマスの歌「僕らはレールウェイ」を後期エンディングテーマに使用。

### BGM
20,000km賞達成時のジングルに、『ヤットデタマン』のエンディングテーマ「ヤットデタマン・ブギウギ・レディ」（作曲：山本正之）のイントロとラストの部分を編集したものを使っていたことがある。また優勝時のファンファーレに、『スペクトルマン』の後期オープニングテーマ「スペクトルマン・マーチ」（作曲：宮内国郎）を使っていたことがある。

## スタッフ
- 構成：萩原津年武、望月敏
- 技術：菅原一夫
- 照明：植松良友
- 音響効果：長谷川龍
- 美術：江畑行彦
- デザイン：根本研二
- 美術進行：藤田弘
- 取材班：藤井信一、柴崎進、矢田目幸一
- プロデューサー：前田利博
- ディレクター：松尾利彦
- 制作協力：日本テレワーク
- 制作著作：フジテレビ

## 参考資料
- 毎日新聞縮刷版[どれ?][要ページ番号]